# Plaza Blanca

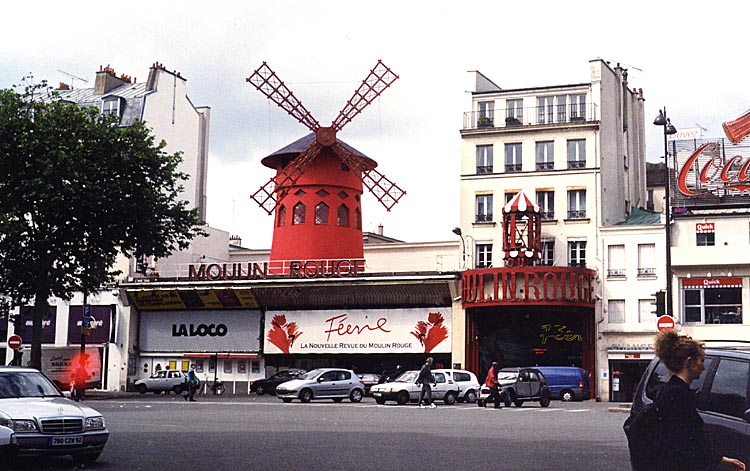
Le Moulin Rouge visto desde la place Blanche.

La plaza Blanche (en francés place Blanche) es una plaza de París, cerca del famoso cabaret Moulin Rouge, que domina la plaza en este lugar.
La plaza Blanche probablemente toma su nombre de las rayas de harina dejadas por los molinos de Montmartre, que cubrían el suelo. Otros piensan que el nombre proviene de las canteras de yeso de la colina de Montmartre.

## La plaza Blanche en lachansonfrancesa
- Frehel, en el coro de la canción Où est-il donc (que ella interpreta por ejemplo en Pepe le Moko), como dice:

Où est-il mon moulin d'la place Blanche  Mon tabac et mon bistrot du coin

- Place Blanche es el título de una canción -letra de Boris Vian, música de Henry Rollins-, creada en 1958 de Jean-Louis Tristán.
- Se cita al comienzo de la canción Jacques Dutronc Son las cinco, París despierta:

Je suis le dauphin de la place Dauphine Et la place Blanche a mauvaise mine